# Speakeasy
Speakeasy é um filme norte-americano de 1929, do gênero drama, dirigido por Benjamin Stoloff e estrelado por Paul Page e Lola Lane.

## A produção
O filme é considerado perdido; porém, sete discos de dezesseis polegadas, contendo sua trilha sonora foram descobertos em 2010.
John Wayne, sem receber créditos, atua como extra em um pequeno papel.

## Sinopse
Paul Martin, boxeador colegial, tenta profissionalizar-se desafiando o campeão da categoria, mas é traído pelo próprio técnico. A repórter Alice Woods desconfia do esquema e procura ajudá-lo.

## Elenco
| Ator/Atriz        | Personagem     |
| ----------------- | -------------- |
| Paul Page         | Tony Martin    |
| Lola Lane         | Alice Woods    |
| Henry B. Walthall | Pianista       |
| Helen Ware        | Min            |
| Sharon Lynn       | Mazie          |
| Warren Hymer      | Cannon Delmont |
| Stuart Erwin      | Cy Williams    |